# 갯벌로
갯벌로(Gatbeol-ro)는 인천광역시 연수구 송도동에 있는 인천광역시도로, 총 연장은 1.787km이다. 이름이 유래된 것은 송도국제도시에서 맨 처음 완공된 갯벌타워가 위치한 단지의 중심도로이다. 도로의 특이 사항은 갯벌타워를 중심으로 하고 있기 때문에, 서울의 금낭화로와 비슷하게 역P자 형태를 이루고 있다.

## 역사
- 2009년 5월 14일 : 도로명으로 갯벌로를 고시

## 지리

### 주요 경유지
- 연수구
  - 송도동

### 접촉하는 도로
- 테크노파크로

### 주요 건물 및 시설
- 생물산업기술실용화센터 (갯벌로 3/송도동 7-48)
- 미추홀타워 별관A·B동, 갯벌타워 (갯벌로 12/송도동 7-50)
- 인천자동차부품기술센타 (갯벌로 36/송도동 7-49)
- 한국단자공업 (갯벌로 38/송도동 7-38)
- 한국단자중앙연구소 (갯벌로 46/송도동 7-37)
- 에스에스피연구소 (갯벌로 53/송도동 7-42)
- Essys연구소 (갯벌로 55/송도동 7-41)
- 서미트 (갯벌로 58/송도동 7-34)
- 에코엘이디 (갯벌로 62/송도동 7-33)
- 화신이앤비 (갯벌로 72/송도동 7-14)
- 유성계전사옥 (갯벌로 76/송도동 7-13)
- 코넷시스 (갯벌로 80/송도동 7-12)
- 토비스 (갯벌로 84/송도동 7-11)
- 유신정밀공업 (갯벌로 85/송도동 7-18)
- 큐비에스 (갯벌로 89/송도동 7-17)
- 경신 (갯벌로 98/송도동 7-1)
- 대화연료펌프 (갯벌로 102/송도동 7-2)
- 에스피씨 (갯벌로 103/송도동 7-16)
- 신원기술 (갯벌로 109/송도동 7-24)
- 에이티아이 본사 (갯벌로 112/송도동 7-5)
- 신한다이아몬드 R&D센타 (갯벌로 116/송도동 7-5)
- 테크노 (갯벌로 118/송도동 7-6)
- 영진정공 기술연구소 (갯벌로 119/송도동 7-25)
- 와이지-원 기술연구소 (갯벌로 120/송도동 7-7)
- 아이씨텍 (갯벌로 124/송도동 7-8)
- 엠파인 (갯벌로 125/송도동 7-26)
- 산업기술연구집적센터 (갯벌로 129/송도동 7-27)
- R&D Center (갯벌로 143/송도동 7-30)
- 가천대학교 이길여 암당뇨연구원 (갯벌로 155/송도동 7-45)
- 한국생산기술연구원 (갯벌로 156/송도동 7-47)
- 인천대학교 미래관 (갯벌로 169/송도동 7-46)